# Brücken (Pfalz)

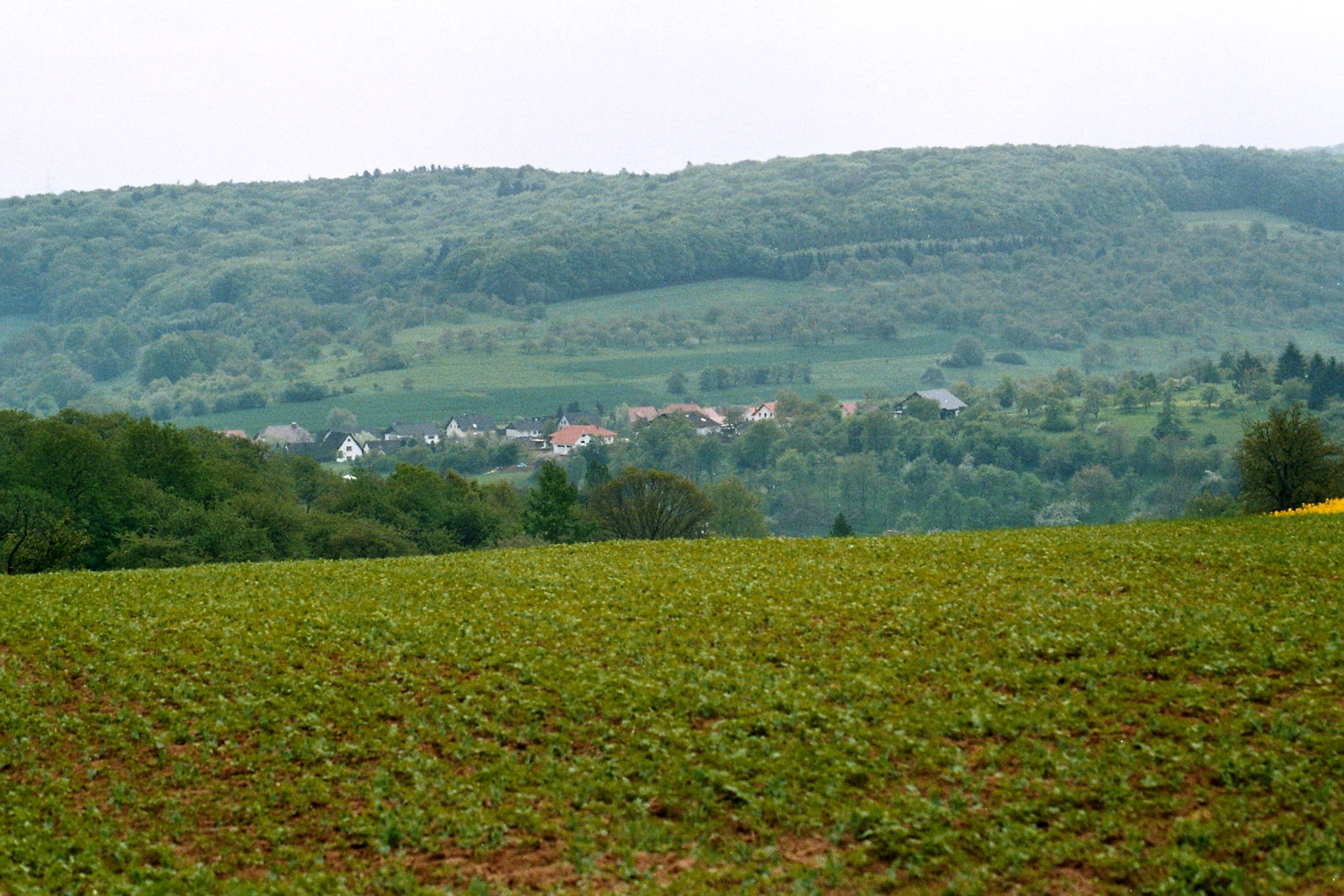
Landschaftsbild von Brücken

Brücken (Pfalz) ist eine Ortsgemeinde im Landkreis Kusel in Rheinland-Pfalz. Sie gehört der Verbandsgemeinde Oberes Glantal an.

## Geographie

### Lage
Der Ort liegt im Ohmbachtal in der Westpfalz. Im Norden befindet sich Ohmbach, im Nordosten Steinbach am Glan und Börsborn, im Süden Schönenberg-Kübelberg und westlich liegt Dittweiler. Zu Brücken gehören zusätzlich die Wohnplätze Fuchsgrund, Haseldell, Neumühle und Paulengrund.

### Gewässer
Mitten durch den Ort fließt der Ohmbach. Von links nimmt er dort den Habachgraben auf. Durch den Südwesten des Gemeindegebiets verläuft außerdem der Kohlbach.

## Geschichte
Von 1798 bis 1814, als die Pfalz Teil der Französischen Republik (bis 1804) und anschließend Teil des Napoleonischen Kaiserreichs war, war Brücken in den Kanton Waldmohr eingegliedert. Anschließend wechselte der Ort in das Königreich Bayern. Von 1818 bis 1862 gehörte er dem Landkommissariat Homburg an; aus diesem ging zunächst das Bezirksamt Homburg hervor.
Da ein Teil des Bezirksamts – einschließlich Homburg selbst – 1920 dem neu geschaffenen Saargebiet zugeschlagen wurde, wechselte der Ort ins Bezirksamt Kusel und wurde bis 1938 von einer in Waldmohr ansässigen Bezirksamtsaußenstelle verwaltet.
Seit 1939 ist die Gemeinde Bestandteil des Landkreises Kusel. Nach dem Zweiten Weltkrieg wurde Brücken innerhalb der französischen Besatzungszone Teil des damals neu gebildeten Landes Rheinland-Pfalz sowie des Regierungsbezirks Pfalz. Im Zuge der ersten rheinland-pfälzischen Verwaltungsreform wurde der Ort 1972 in die neu geschaffene Verbandsgemeinde Schönenberg-Kübelberg eingegliedert. Seit 2017 ist Brücken Bestandteil der Verbandsgemeinde Oberes Glantal.

## Religion
Die vor Ort lebenden Juden, die von 1833 bis 1927 eine eigene Synagoge besaßen, wurden einst in Gries bestattet.

## Politik

### Bürgermeister
Bei der Direktwahl am 9. Juni 2024 wurde Johannes Huber (CDU) ohne Gegenkandidaten mit 76,1 % der Stimmen zum neuen Bürgermeister von Brücken gewählt.
Sein Vorgänger war Pius Klein (CDU) seit dem 11. Juli 2014. Bei der Direktwahl am 26. Mai 2019 wurde er mit einem Stimmenanteil von 79,29 % für weitere fünf Jahre in seinem Amt bestätigt.
Toni Guhmann übte als Vorgänger von Pius Klein bis zum Jahr 2014 das Amt des Ortsbürgermeisters aus.

## Kultur

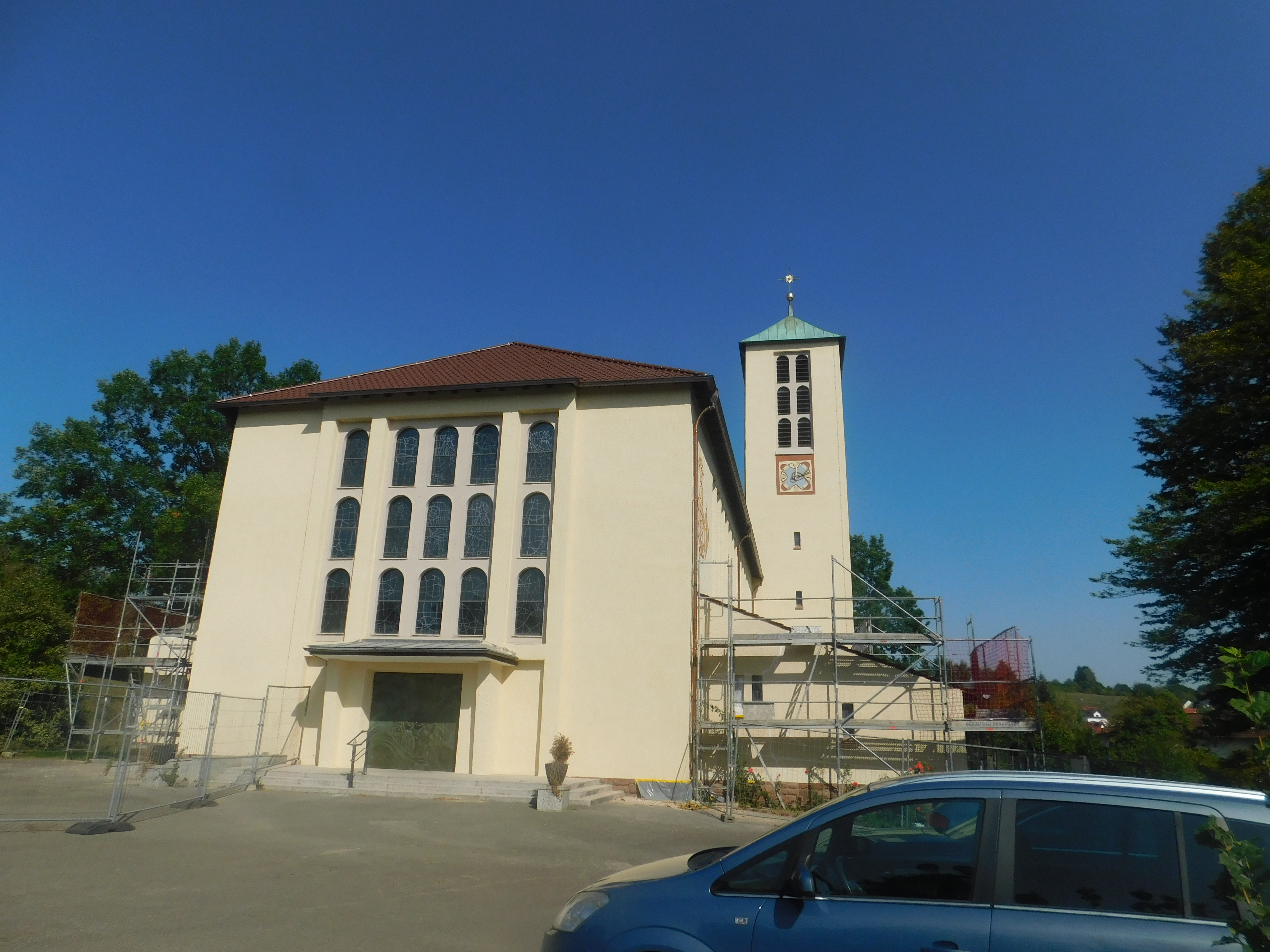
Denkmalgeschützte katholische Kirche

### Kulturdenkmäler
Vor Ort befinden sich insgesamt fünf Objekte, die unter Denkmalschutz stehen, darunter die katholische Kirche St. Laurentius. Letztere beherbergte von 1863 bis 1972 eine von Gustav Schlimbach errichtete Orgel.

### Vereine
Es existiert der Fußballverein SV Brücken.

## Wirtschaft und Infrastruktur

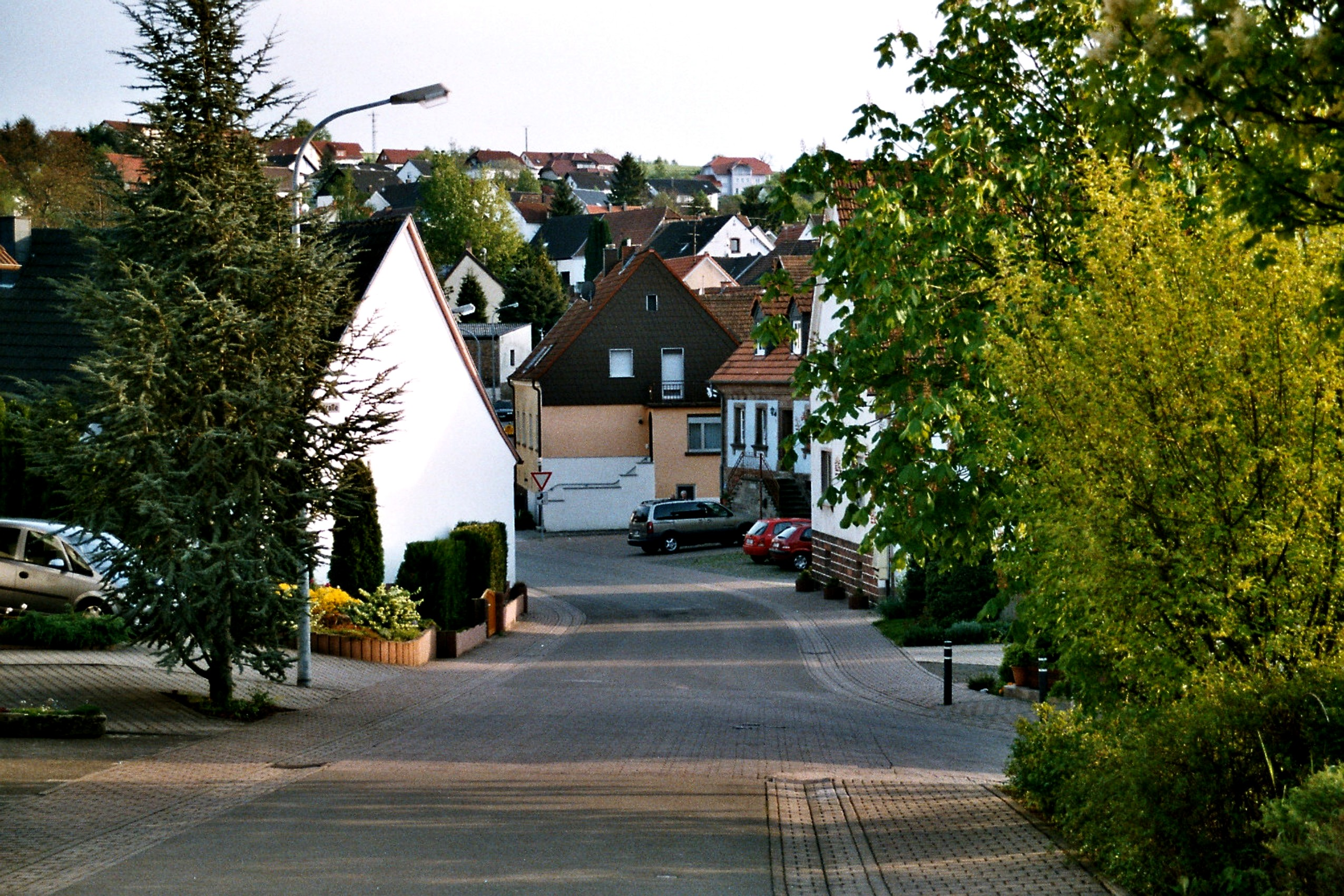
Ortsbild

### Wirtschaft
Brücken war vor dem Zweiten Weltkrieg die wirtschaftliche Zentrale des pfälzischen Diamantschleiferhandwerks. Im Diamantschleifermuseum in Brücken befinden sich Original-Arbeitsplätze aus verschiedenen Zeiten und Nachschliffe der 35 größten und bedeutendsten Diamanten der Welt. Vor dem Museum steht die Statue eines Diamantschleifers, gestaltet von dem Lustadter Bildhauer Peter Brauchle. Zudem ist die Gemeinde Sitz des BHE Bundesverband Sicherheitstechnik.

### Behörden
Die Gemeinde gehört zum Zuständigkeitsbereich des Amtsgerichts Landstuhl.

### Verkehr
Der Ort ist durch die Bundesstraße 423 (Mandelbachtal–Altenglan) an den überregionalen Verkehr angeschlossen. Südlich befindet sich die A 6, nordöstlich die A 62. In Glan-Münchweiler ist ein Bahnhof der Glantalbahn.

### Tourismus
Im Osten der Gemeindegemarkung befindet sich die Fritz-Claus-Hütte, die sich früher im Besitz des Pfälzerwald-Vereins befunden hatte.

## Persönlichkeiten

### Söhne und Töchter der Gemeinde
- August Spies (1893–1972), Politiker (CDU)
- Karl August Geimer (* 1943), Politiker (CDU)
- Marcella Berger (* 1954), Autorin

### Personen, die im Ort gewirkt haben
- Franz Gillmann (1865–1941), Priester, war in Brücken zeitweilig Pfarrer.
- Isidor Triefus (1845–1919), Industrieller und der Begründer der Diamantschleiferei-Industrie in der Westpfalz, kaufte 1887 die Neumühle